# Kapsdorf (Abenberg)
Kapsdorf (fränkisch: Kabschdoaf) ist ein Gemeindeteil der Stadt Abenberg im Landkreis Roth (Mittelfranken, Bayern). Kapsdorf liegt in der Gemarkung Ebersbach.

## Geografie
In einer Entfernung von 0,5 km östlich des Dorfes liegt der Brunner Wald und die Lachweiher. Im Norden liegt das Flurgebiet Bärnlohe, 1 km nordwestlich der Kapsberg. Westlich angrenzend läuft die Bundesstraße 466 vorbei. Eine Gemeindeverbindungsstraße führt nach Ebersbach (1,5 km südöstlich). Eine weitere Gemeindeverbindungsstraße führt nach Barthelmesaurach zur Kreisstraße RH 5 (2,5 km nordöstlich) bzw. die B 466 kreuzend nach Leipersloh (1,7 km südwestlich).

## Geschichte
Im Jahre 1142 gab der Regensburger Bischof Heinrich I. von Wolfratshausen dem Grafen Heinrich von Hohstet u. a. das bis dahin dem Bischof lehenbare „Kaphesdorf“. Dies ist zugleich die erste namentliche Erwähnung des Ortes. Das Bestimmungswort des Ortsnamens ist das mittelhochdeutsche Wort „kapfen“ (= gaffen, ausschauen), womit wohl die weite Aussicht gemeint ist, die man von dieser Stelle hat. Der Ort bestand zu der Zeit aus fünf Höfen. 1233 kam ein Hof an die Deutschordenskommende Nürnberg. Die Töchter Konrads von Solzburg verkauften 1268 an das Kloster Heilsbronn das Kastrum Burgelin samt anderen Gütern an verschiedenen Orten, darunter auch in Kapsdorf. Im eichstättischen Salbuch, das um 1300 entstanden ist, wurden für „Caphstorf“ 2 Huben verzeichnet, die dem eichstättischen Pflegamt Abenberg unterstanden. 1341 kaufte der damalige Heilsbronner Abt Gamsfelder Gefälle von zwei Gütern in Kapsdorf.
Im Jahre 1529 unterstanden der Hauptmannschaft Hergersbach der Reichsstadt Nürnberg eine Untertansfamilie im Ort.
Durch einen Vertrag zwischen dem Markgrafen von Ansbach und dem Eichstätter Bischof fiel Kapsdorf 1537 an das Fürstentum Ansbach, wodurch die vier katholischen Untertansfamilien zum Protestantismus konvertieren mussten.
Im 16-Punkte-Bericht des Oberamts Windsbach aus dem Jahr 1608 wurden für Kapsdorf 8 Mannschaften verzeichnet. Grundherren waren das eichstättische Kastenamt Abenberg (2 Bauern und 1 Köbler), die Reichsstadt Nürnberg (3 Bauern) und das brandenburg-ansbachische Klosterverwalteramt Heilsbronn (2 Bauern). Außerdem gab es ein Gemeindehirtenhaus. Das Hochgericht übte das brandenburg-ansbachische Kasten- und Stadtvogteiamt Windsbach aus. Im 16-Punkte-Bericht des Klosteramts Heilsbronn ebenfalls aus dem Jahr 1608 wurden die zwei Heilsbronner Anwesen als Köblergüter bezeichnet.
Im Jahre 1632 wurde „Kabsdorf“ im Dreißigjährigen Krieg komplett abgebrannt. Im Eichstätter Salbuch von 1671 wurden für Kapsdorf wieder 7 Untertansfamilien verzeichnet, wovon 3 dem Kastenamt Abenberg unterstanden, 2 dem Klosterverwalteramt Heilsbronn, und 2 der Reichsstadt Nürnberg.
In der Amtsbeschreibung des Pflegamtes Lichtenau aus dem Jahr 1748 wurden für den Ort 8 Untertansfamilien angegeben, wovon zwei dem Pflegamt unterstanden und sechs anderen Grundherren.
Gegen Ende des 18. Jahrhunderts gab es in Kapsdorf 9 Anwesen und ein Gemeindehirtenhaus. Das Hochgericht übte das Kasten- und Stadtvogteiamt Windsbach aus, die Dorf- und Gemeindeherrschaft hatte das Klosterverwalteramt Heilsbronn. Grundherren waren das Klosterverwalteramt Heilsbronn (1 Ganzhof, 1 Halbhof), das Kastenamt Abenberg (2 Ganzhöfe, 1 Gütlein), die Reichsstadt Nürnberg (Landesalmosenamt: 1 Ganzhof; Mendelsche Zwölfbrüderstiftung: 2 Halbhöfe) und die Deutschordenskommende Nürnberg (1 Halbhof). Von 1797 bis 1808 unterstand der Ort dem Justiz- und Kammeramt Windsbach. Zu dieser Zeit gab es 8 Untertansfamilien, von denen 2 ansbachisch waren.
Im Rahmen des Gemeindeedikts wurde Kapsdorf dem 1808 gebildeten Steuerdistrikt Barthelmesaurach und der 1810 gegründeten Ruralgemeinde Barthelmesaurach zugeordnet. Mit dem Zweiten Gemeindeedikt (1818) wurde Kapsdorf in die neu gebildete Ruralgemeinde Ebersbach umgemeindet. Am 1. Januar 1972 wurde diese im Zuge der Gebietsreform in Bayern nach Abenberg eingemeindet.

## Einwohnerentwicklung
| Jahr      | 001818 | 001840 | 001861 | 001871 | 001885 | 001900 | 001925 | 001950 | 001961 | 001970 | 001987 |
| Einwohner | 46     | 64     | 64     | 72     | 98     | 93     | 96     | 134    | 104    | 90     | 120    |
| Häuser    | 10     | 14     |        |        | 18     | 19     | 18     | 18     | 19     |        | 30     |
| Quelle    | [ 22 ] | [ 23 ] | [ 24 ] | [ 25 ] | [ 26 ] | [ 27 ] | [ 28 ] | [ 29 ] | [ 30 ] | [ 31 ] | [ 32 ] |

## Religion
Der Ort ist seit 1537 evangelisch-lutherisch geprägt und bis heute  nach St. Bartholomäus (Barthelmesaurach) gepfarrt. Die Katholiken sind nach St. Vitus (Veitsaurach) gepfarrt.